# TBD (航空機)
TBD デヴァステイター
飛行するTBD-1 0322号機
(VT-6戦闘飛行隊所属、1938年撮影)
- 用途：雷撃機
- 分類：艦上攻撃機
- 製造者：ダグラス・エアクラフト
- 運用者：アメリカ海軍
- 初飛行：1935年4月
- 生産数：129機
- 生産開始：1937年
- 退役：1944年
- 運用状況：退役

TBD デヴァステイター（Douglas TBD Devastator ）は、アメリカ海軍が太平洋戦争前期に使用した主力雷撃機（艦上攻撃機）である。本機はアメリカ初の艦載単葉金属機でもある。
愛称はデヴァステイター。「荒廃させるもの、破壊者」の意である。また、日本語で読む際にはデバステーターなどとも表記されることがある。

## 概要
TBDは、計画中の新型空母（後のヨークタウン級航空母艦）に搭載される次期艦上雷撃・爆撃機としてダグラス社に対して1934年に開発が依頼された機体で、1935年に初飛行し、1937年に就役を開始した。
完成当時は世界最高水準を誇る雷撃機といわれており、運用にあたっても問題はなく非常に完成度の高い機体ではあったが、太平洋戦争が始まったときには、最高速度300km/hの本機では既に時代遅れになっており、日本海軍の零式艦上戦闘機などに多数が撃墜された。中でも、ミッドウェー海戦では機動部隊の直掩任務に就いていた零戦に迎撃され、大半が魚雷を投下する前に撃墜された上、魚雷投下に成功ないし投棄して帰投しようとした機も追撃を受け、4機を除いて他は全て未帰還と完膚なきまでの損害を蒙った（しかし、結果的にそれが囮となり、後続のSBD ドーントレス隊の活躍に繋がった）。それでも珊瑚海海戦では祥鳳を撃沈するなど、海戦初期のアメリカ海軍航空戦力の一端を担った。
これを機会にTBDを装備していた部隊は再建にあたって後継機のTBF アヴェンジャー雷撃機を装備し、大西洋方面でもTBFにその座を譲り、1942年中頃から徐々に第一線から退き、1944年には全機が引退した。

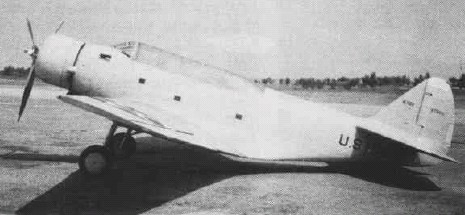
試作型 XTBD-1
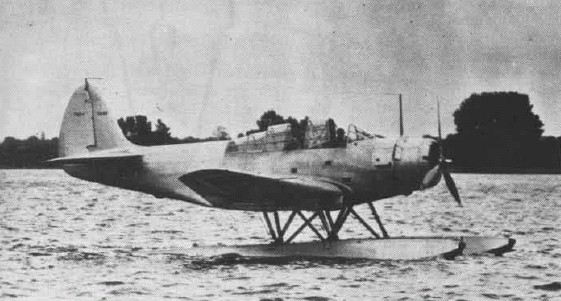
フロートを装着した試作水上機型 TBD-1A
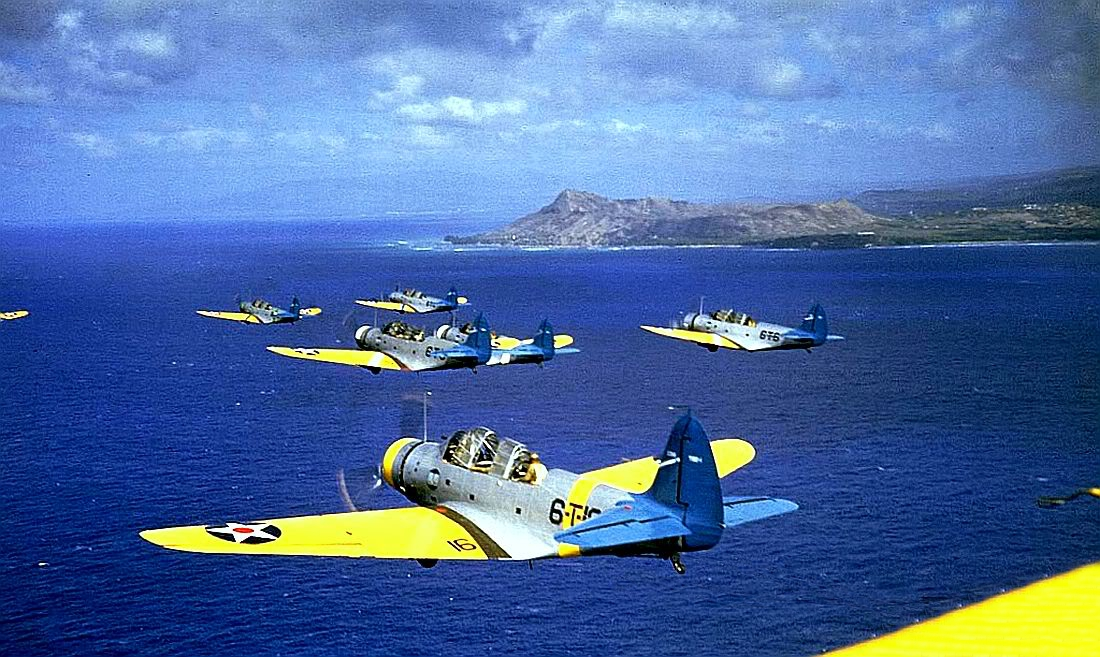
1941年、ハワイより出撃するTBDの編隊

## 諸元(TBD-1)

Douglas TBD Devastator

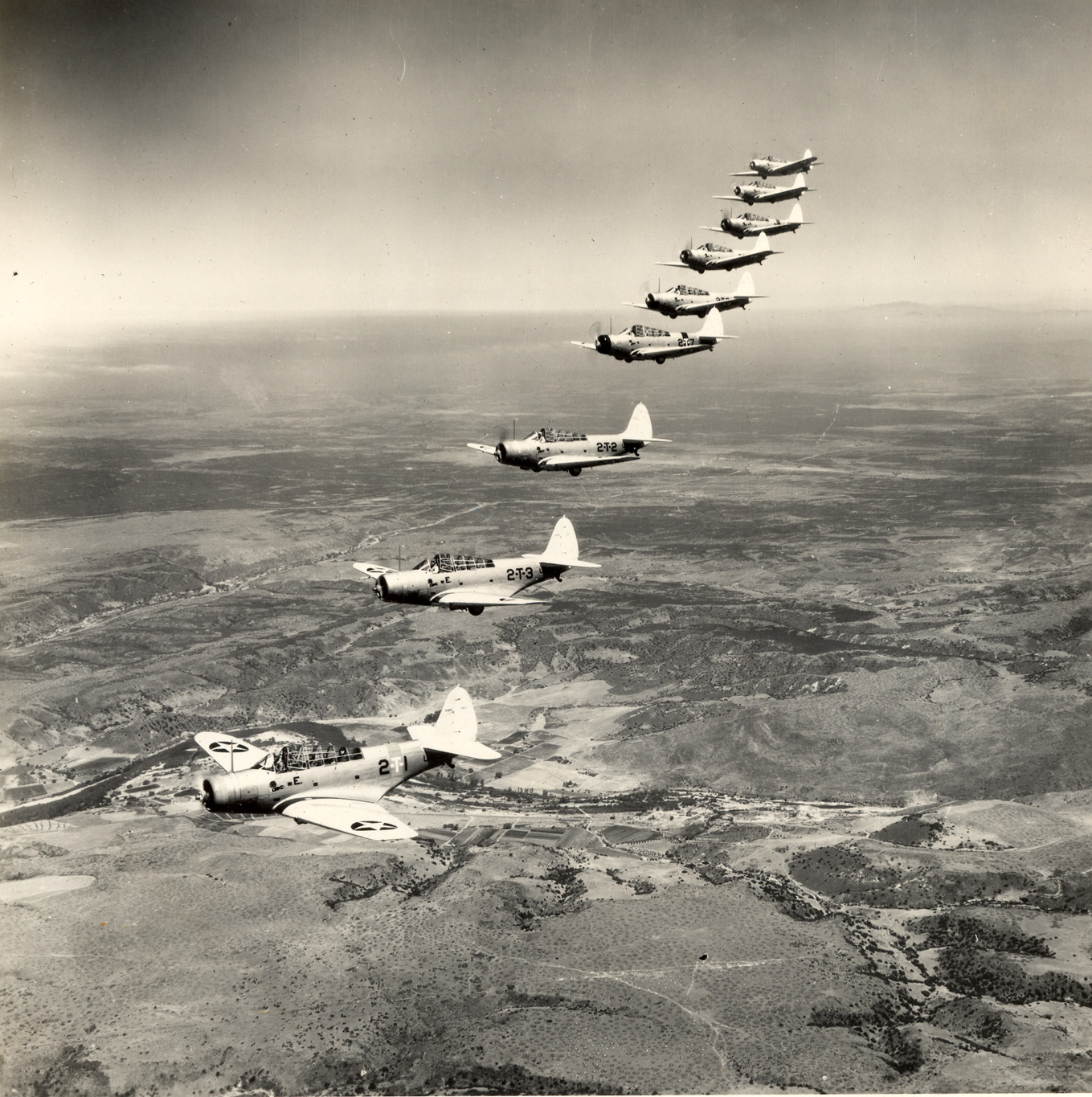
編隊を組んで飛行するTBD

- 乗員：3名(パイロット、雷撃手/航海士、通信士/銃手)
- 全長：10.67 m
- 全幅（翼長・翼幅）：15.24 m
- 全高：4.60 m
- 翼面積：39.2 m2
- 空虚重量：2,540 kg
- 満載重量：4,213 kg
- 最大離陸重量：4,624 kg
- 動力：P&W R-1830-64 ツイン・ワスプ ×1
- 出力：900 HP (672 kW)
- 巡航速度：206 km/h
- 最高速度：331 km/h
- 航続距離：700 km (Mk.XIII魚雷搭載時)、1,152 km (1000 lb (454 kg) 爆弾搭載時)
- 武装：
  - ブローニング 7.62mm AN/M2 機関銃 または ブローニング AN/M2 12.7mm機関銃 前面固定×1
  - ブローニング 7.62mm AN/M2 機関銃 後方旋回×1
- 爆装(胴体下面)：
  - Mk.XIII魚雷 ×1 または
  - 1000 lb (454 kg) 爆弾 ×1 または
  - 500 lb (227 kg) 爆弾 ×2 または
  - 100 lb (45 kg) 爆弾 ×12

## 登場作品

### 映画
『ミッドウェイ』

### ゲーム
『War Thunder』
アメリカの空軍ツリーにランク1の機体として登場。
『艦隊これくしょん -艦これ-』
艦載機として登場。